# Leon Rohde
Leon Rohde (Hamburg, 10 mei 1995) is een Duits wielrenner en baanwielrenner die anno 2020 rijdt voor Heizomat - Rad-Net.de. Rhode was in 2017 stagiair bij Team Sunweb.

## Belangrijkste Resultaten

### Wegwielrennen
2017
Rond om Düren
2018
2e etappe Ronde van Fuzhou

### Baanwielrennen
| Jaar     | DK                                   | EK                                 | WK       | Overig                            |
| Junioren | Junioren                             | Junioren                           | Junioren | Junioren                          |
| -------- | ------------------------------------ | ---------------------------------- | -------- | --------------------------------- |
| 2012     | koppelkoers · achtervolging          | ploegenachtervolging               |          |                                   |
| 2013     | achtervolging · ploegenachtervolging |                                    |          |                                   |
| Beloften |                                      |                                    |          |                                   |
| 2014     |                                      | koppelkoers · ploegenachtervolging |          |                                   |
| Elite    |                                      |                                    |          |                                   |
| 2013     | omnium                               |                                    |          |                                   |
| 2014     | puntenkoers · ploegenachtervolging   | ploegenachtervolging               |          |                                   |
| 2015     | achtervolging · ploegenachtervolging |                                    |          |                                   |
| 2016     | achtervolging                        |                                    |          |                                   |
| 2017     |                                      |                                    |          |                                   |
| 2018     | scratch                              |                                    |          |                                   |
| 2019     |                                      |                                    |          | WB Hongkong: Ploegenachtervolging |

## Ploegen
- 2014 –  LKT Team Brandenburg
- 2015 –  LKT Team Brandenburg
- 2016 –  LKT Team Brandenburg
- 2017 –  Development Team Sunweb
- 2017 –  Team Sunweb (Stagiair vanaf 1-8)
- 2018 –  Heizomat - Rad-Net.de
- 2019 –  Heizomat - Rad-Net.de
- 2020 –  Heizomat - Rad-Net.de